# Esplugues de Llobregat
Esplugues de Llobregat (in castigliano: Esplugas de Llobregat) è un comune spagnolo di 46 414 abitanti, situato nella comarca del Baix Llobregat, nella Provincia di Barcellona, parte della comunità autonoma della Catalogna.
Negli ultimi decenni si è evoluta da città prevalentemente industriale a città di servizi, riuscendo tuttavia a conservare una sua identità culturale.
È famosa per la sua caratteristica parte antica, unica nella zona del Baix Llobregat con luoghi suggestivi e romantici come el Carrer de Montserrat o il palazzo di Can Cortada dove visse il Barone di Maldà, autore del "Calaix Tailor", l'opera più rappresentativa della letteratura catalana della fine del XVIII secolo. 
Da segnalare anche la vasta rete di parchi e spazi verdi come il Parco della Solidarietà, il Parco dei Torrents e quello di Can Vidalet. Dalla montagna di San Pedro Mártir si può ammirare un suggestivo scorcio dell'intera cittadina.
Grazie alla presenza della Scuola Americana di Barcellona e della Scuola Tedesca di Barcellona, la località attrae numerose ricche famiglie straniere.
Diversi calciatori risiedono nel comune, a causa della vicinanza con lo stadio Camp Nou e della tranquillità del sito nell'immediata periferia di Barcellona.

## Infrastrutture e trasporti
La città gode di un'ottima viabilità essendo collegata all'autostrada B-20, B-23, alla superstrada N-340 e nascendo esattamente in prossimità dell Avinguda Diagonal il viale più importante di Barcellona. Esplugues dista 11 km dall'Aeroporto di Barcellona, 13 km dal Porto di Barcellona e 10 km dal centro della capitale catalana.
È collegata a Barcellona attraverso le linee del T1, T2 e T3 del Trambaix e attraverso le linee 57, 63, 67, 68, 157, dell'autobus. L'unica fermata della metropolitana presente ad Esplugues è quella di Can Vidalet lungo la linea L5, sono in costruzione le fermate di Finestrelles-Sant Joan de Déu lungo le linee L3 e L6 e quella di Pont d'Esplugues lungo la linea L3, entrambe le stazioni saranno aperte approssimativamente nel 2018.

## Amministrazione

### Gemellaggi
- Macael
- Ahrensburg